# 아내가 있는 풍경
《아내가 있는 풍경》은 1996년 11월 18일부터 1996년 12월 24일까지 방송했던 KBS 2TV 월화 드라마였는데 당시 불륜 파동으로 기획 단계에서 폐지된 《갈증》 대신 긴급 투입된 프로그램이다.

## 방송 시간
| 방송 채널 | 방송 기간                    | 비고 |
| --------- | ---------------------------- | ---- |
| KBS 2TV   | 1996년 11월 18일 ~ 12월 24일 | 종료 |

## 제작진

### 극본
- 조연경

### 연출
- 신현수

## 등장 인물
- 이정길 : 장근호 역
- 김윤경 : 유소영 역
- 이경심 : 장은지 역
- 최진영 : 송준수 역
- 이미영 : 장말숙 역
- 송기윤
- 장항선
- 김형자
- 김민정
- 김영란
- 김동주
- 김성녀
- 김은숙
- 김수정 : 장은미 역
- 안성민

## 참고 사항
- 당초 유호정이 장은지[2], 권해효가 송준수 역으로 낙점됐고[3] 장은영 역은 김윤정이 분할 예정이었다.[4]
- 하지만 유호정이 KBS 새 드라마 스케줄과 겹쳐 출연을 포기하자 이경심이 대타로 들어갔으며[5] 이 과정에서 바쁜 스케줄 등으로 빠진 권해효, 김윤정 대신 최진영, 김수정이 대체 캐스팅됐다.
- 이 같은 캐스팅의 어려움도 있었지만 내용상의 문제[6]로 거침없는 비판을 받았고 결국 기대 이하의 성적에 그쳤다.